# Bomba skacząca

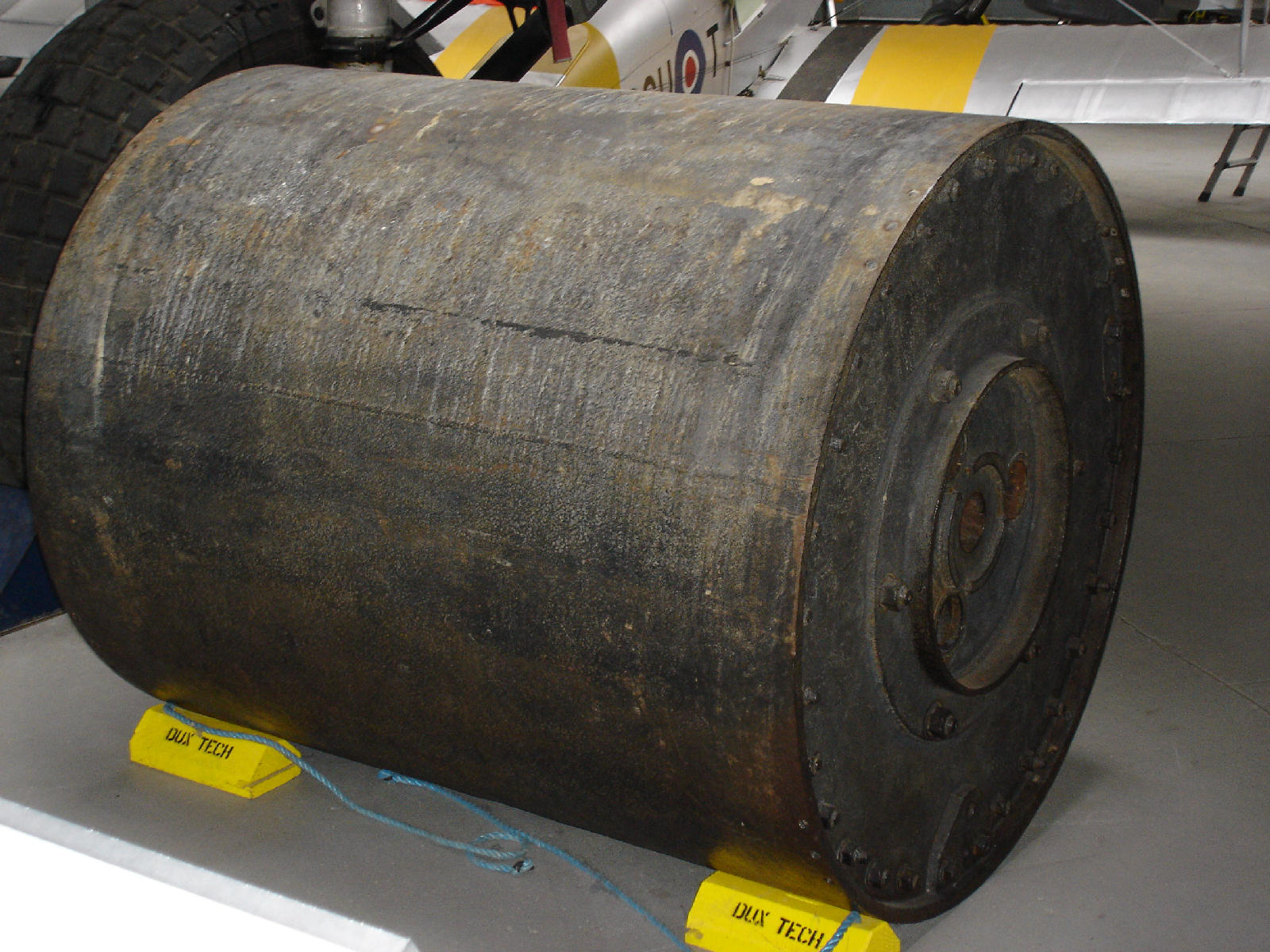
Bomba skacząca zachowana w Imperial War Museum w Duxford

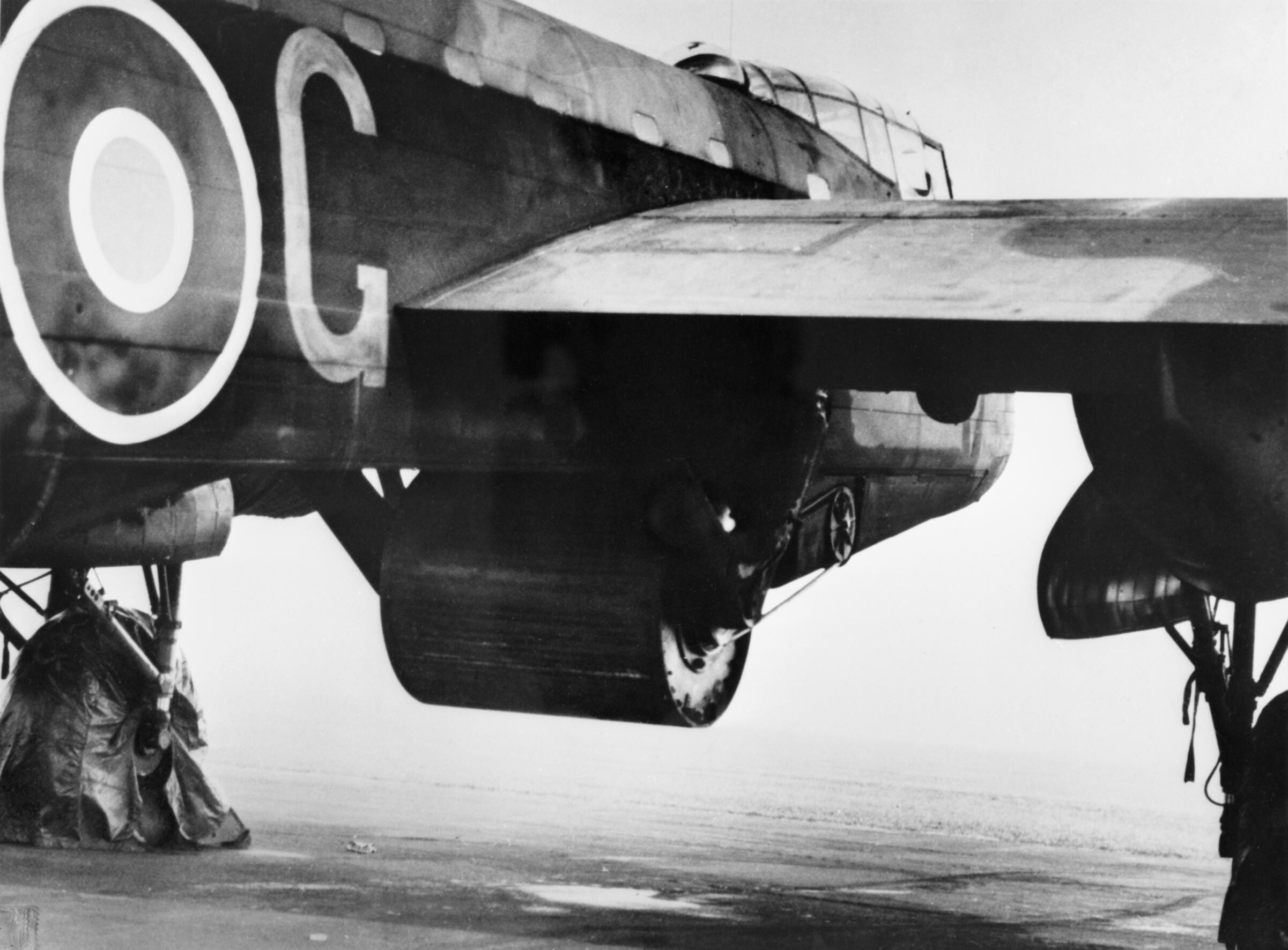
Bomba skacząca podwieszona pod samolotem bombowym, 1943

Animacja ukazująca bombardowanie zapór przy użyciu skaczących bomb

Bomba skacząca – zaprojektowana przez Barnesa Wallisa brytyjska bomba burząca o masie 4 ton (materiał wybuchowy o masie 3 ton), przeznaczona do niszczenia celów o znacznych gabarytach, takich jak zapory wodne i schrony okrętów podwodnych. Wykorzystana 17 maja 1943 do zniszczenia niemieckich zapór wodnych w Möhne i Eder przez 617 Dywizjon Bombowy „Dam busters” (operacja Chastise).
Wyjątkowość tych bomb polegała na specyficznej metodzie zrzutu na cel. Samolot musiał lecieć z prędkością od 230 do 235 mil na godzinę (około 370 km/h) na wysokości około 60 stóp (20 m) nad powierzchnią wody i zrzucić bombę tak, aby uderzając o płaszczyznę wody odbiła się od niej i zachowując energię kinetyczną podskakiwała (jak tzw. „kaczka”) kilkakrotnie (na długości około 400 m), aż do osiągnięcia celu, jakimi były np. korony zapór wodnych. Przed zrzutem bomby używano specjalnego urządzenia, które wprowadzało bombę w ruch obrotowy. Dzięki temu bomba łatwiej odbijała się od powierzchni, nie tonąc po zetknięciu z nią. Po dotarciu do zapory bomba tonęła i na głębokości około 30 stóp (około 10 m) dochodziło do eksplozji.
Początkowo naukowcy projektowali bombę w kształcie kuli dla uzyskania lepszych właściwości aerodynamicznych, jednak w trakcie prób odkryto, że drewniana obudowa rozpada się przy zetknięciu z wodą. Brak obudowy nie wpływał znacząco na zdolność bomby do odbijania się od powierzchni wody, dlatego pozostawiono jedynie samą bombę w kształcie walca. Aby zamontować bombę, należało w samolocie Avro Lancaster Mk. III dokonać przebudowy przedziału bombowego, aby zmieścić tak duży ładunek, oraz urządzenie do wprowadzania bomby w ruch obrotowy.